# Cavtat

Cavtat  (IPA: [ˈtsaʋtat]; tyska: Alt Ragus, italienska: Ragusavecchia, grekiska: Επιδαυρος, Epidauros) är en stad i landsdelen Dalmatien i södra Kroatien. Staden har 2 015 invånare (2001) och ligger i Dubrovnik-Neretvas län. Cavtat är den största orten i den historiska regionen Konavle som utgör det kroatiska fastlandets sydligaste område. 

## Historia
Staden grundades av grekerna på 600-talet f.Kr. som gav den namnet Epidaurus (Επίδαυρος). Efter att romarna intagit staden på 600-talet f.Kr. döpte de om den till Epidaurum. Illyrerna som befolkade stadens utkanter och omgivningar kallade den för Zaptal. På 600-talet förstördes staden av avarerna och slaverna. Lokalbefolkningen tog då sin tillflykt till Laus (Ragusa) som med tiden kom att utvecklas till Dubrovnik. Under medeltiden byggdes staden åter upp och kallades då Ragusavecchia. Staden kom därefter att kontrolleras av Republiken Dubrovnik.

## Turism
Cavtat är idag en populär turistort med många hotell, restauranger och butiker som årligen besöks av tusentals turister från Europa och övriga världen. Många turister anländer via Dubrovniks flygplats som ligger 5 kilometer från staden.

## Bilder

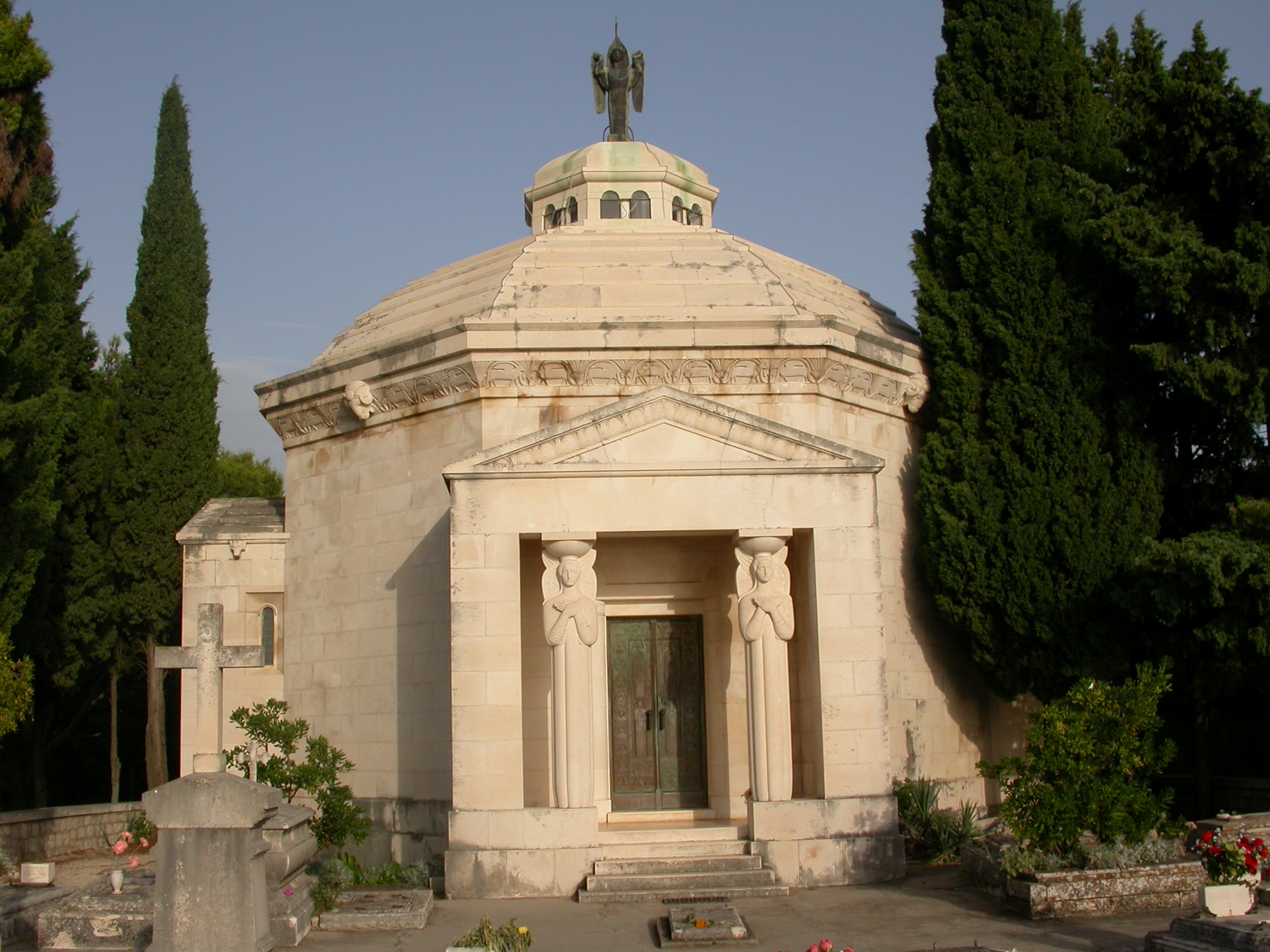
Račić family mausoleum
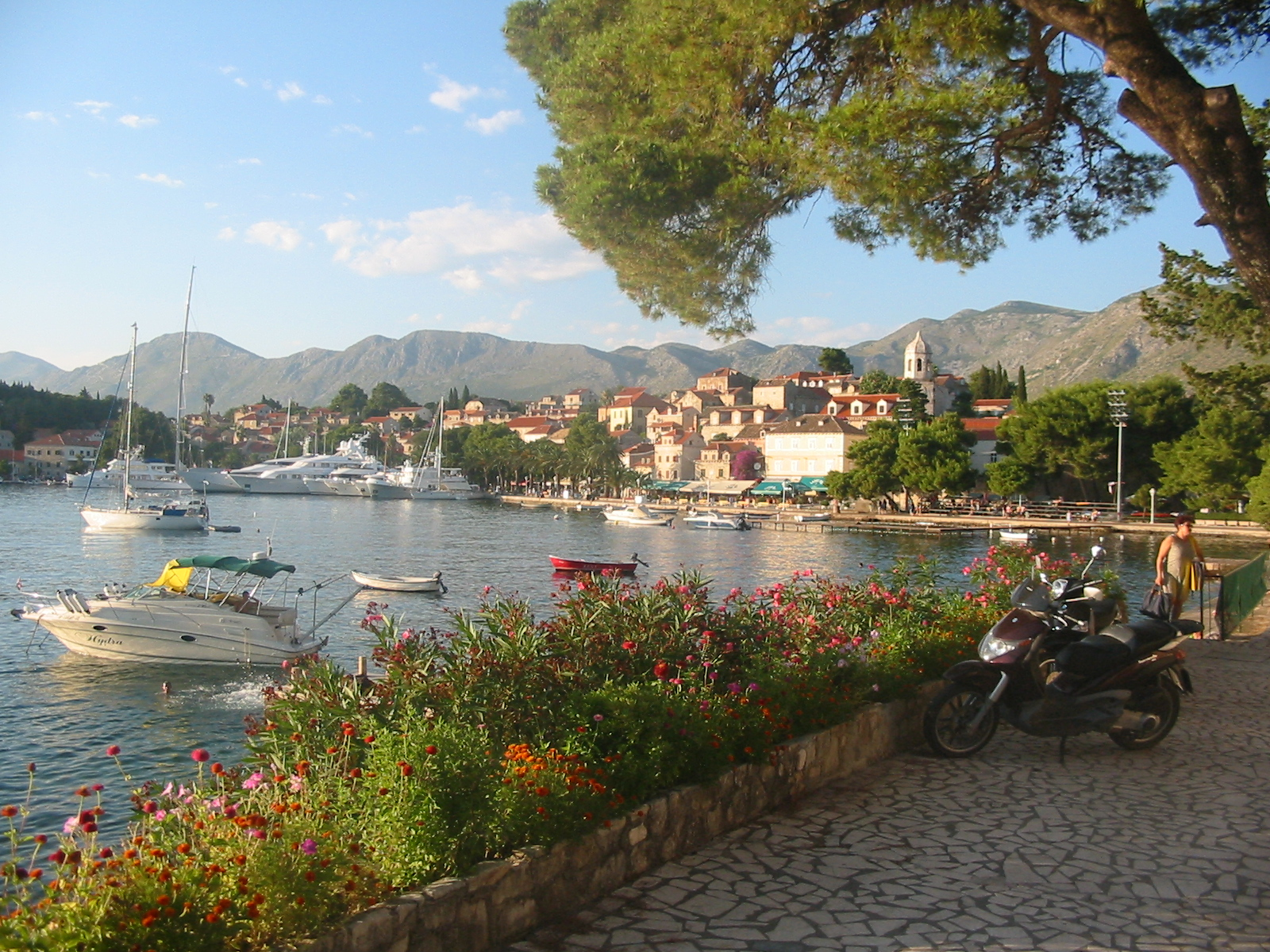
Cavtat village and harbor
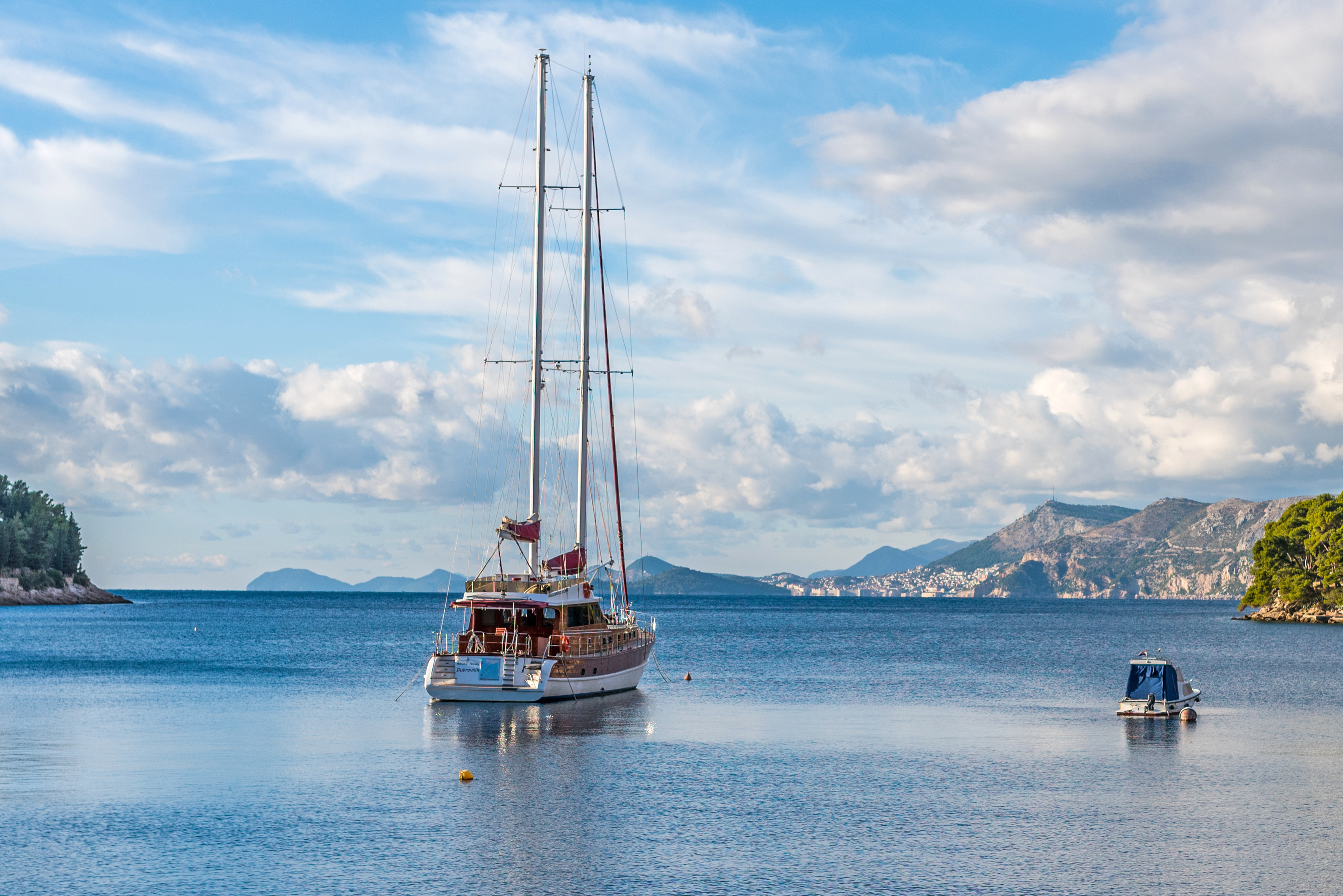
Cavtat harbor